# Ololygon muriciensis
Ololygon muriciensis é uma espécie de anfíbio da família Hylidae. Endêmica do Brasil, onde pode ser encontrada apenas no município de Murici, no estado de Alagoas.